# Palm River-Clair Mel
Palm River-Clair Mel es un lugar designado por el censo ubicado en el condado de Hillsborough en el estado estadounidense de Florida. En el Censo de 2010 tenía una población de 21.024 habitantes y una densidad poblacional de 690,55 personas por km².

## Geografía
Palm River-Clair Mel se encuentra ubicado en las coordenadas 27°55′28″N 82°22′46″O / 27.92444, -82.37944. Según la Oficina del Censo de los Estados Unidos, Palm River-Clair Mel tiene una superficie total de 30.45 km², de la cual 29.9 km² corresponden a tierra firme y (1.78%) 0.54 km² es agua.

## Demografía
Según el censo de 2010, había 21.024 personas residiendo en Palm River-Clair Mel. La densidad de población era de 690,55 hab./km². De los 21.024 habitantes, Palm River-Clair Mel estaba compuesto por el 54.56% blancos, el 30.14% eran afroamericanos, el 0.42% eran amerindios, el 2.19% eran asiáticos, el 0.05% eran isleños del Pacífico, el 8.98% eran de otras razas y el 3.66% pertenecían a dos o más razas. Del total de la población el 39.07% eran hispanos o latinos de cualquier raza.